# Робърт Адам
Робърт Адам е британски неокласически архитект, интериорен дизайнер и дизайнер на мебели. Той е син на Уилям Адам (1689 – 1748), най-изтъкнатият архитект на Шотландия от онова време, и се обучава при него, както и останалите му трима братя. След смъртта на Уилям Робърт и по-големият му брат Джон поемат семейния бизнес, който включва доходоносна работа за Борда на боеприпасите, като строителство на военни укрепления.
През 1754 г. Робърт заминава за Рим, прекарвайки близо пет години в Европа, изучавайки архитектура при Шарл-Луи Клерисо и Джовани Пиранези. При завръщането си във Великобритания той създава архитектурна практика в Лондон заедно с по-малкия си брат Джеймс. Тук той развива наречения на него „стил Адам“ и своята теория за „движението“ в архитектурата. Тя се основава на изследвания на Античността, и в резултат братята стават едни от най-успешните и модерни архитекти в страната. Робърт Адам заема поста Архитект на кралските обекти от 1761 до 1769 г.
Робърт Адам е лидер на първата фаза на неокласицизма (възраждането на класицизма) в Англия и Шотландия от около 1760 г. до смъртта си.  Той повлиява на развитието на западната архитектура, както в Европа, така и в Северна Америка. Адам проектира както къщи, така и интериори и елементи от обзавеждането.  Голяма част от работата му се състои в преустройство на съществуващи къщи, проектиране на цели нови квартали в Лондон и Единбург и на романтични псевдо-средновековни провинциални резиденции в Шотландия. 
Той служи като член на парламента за Кинросшир от 1768 до 1774 г. 

## Биография
Адам е роден на 3 юли 1728 г. в Кърколди, Файф, вторият син на Мери Робъртсън (1699 – 1761), дъщеря на Уилям Робъртсън от Гладни, и на архитекта Уилям Адам. Като дете е отбелязано, че „има слабо телосложение“.  През 1734 г. на шестгодишна възраст Адам започва да посещава Кралското висше училище в Единбург , където научава латински (от втората година уроците се водят на латински) . Когато навършва 15 години, той вече чете произведения на Вергилий, Хорас, Салустий и части от Цицерон и през последната година на Ливий.  През есента на 1743 г. се записва в университета в Единбург  , където задължителните дисциплини за всички студенти са: гръцки език, логика, метафизика и натурфилософия.  Учениците имат и по три избираеми предмета, Адам посещава уроци по математика, преподавана от Колин Маклорин, и анатомия, преподавана от Александър Монро.  Неговото обучение е прекъснато от пристигането на Бони принц Чарли и неговите гвардейци Highlanders (планинци), които окупират Единбург по време на якобитското въстание през 1745 г. В края на годината Робърт се разболява сериозно за няколко месеца и изглежда малко вероятно да се върне в университета, като е завършил само две години обучение. 
След като се възстановява от болестта през 1746 г., той се присъединява към по-големия си брат Джон като чирак при баща си. Двамата помагат на Уилям Адам по проекти като изграждането на замъка Инверари и продължаващите разширения на Hopetoun House. Позицията на Уилям като главен зидар в т. нар. Борд по боеприпасите също му създава много работа, тъй като се налага укрепване на фортификациите след неуспешния якобитски бунт. Детската мечта на Робърт е да бъде по-скоро художник, отколкото архитект, и стилът на ранните му скици по маниера на Салватор Роза е отразен в най-ранните му оцелели архитектурни рисунки, които показват живописни готически градински орнаменти.  Уилям Адам умира през юни 1748 г. и завещава на Робърт Доухил – част от имението на Блеър Адам, което включва замъка Даухил,. От баща си Робърт наследява обширна библиотека и я разширява. 

### Архитектурна практика в Единбург
След смъртта на бащата, Джон Адам наследява както семейния бизнес, така и позицията на главен зидар в т. нар. Борд по боеприпасите. Той взема Робърт на работа, а по-късно към тях се присъединява и Джеймс Адам. Първата голяма поръчка на братята Адам е декорацията на големите церемониални апартаменти на първия етаж в Hopetoun House, последвана от първата им „нова постройка“ Dumfries House. За Борда по боеприпасите братята строят Форт Джордж, голяма модерна крепост близо до Инвърнес, проектирана от военния инженер полковник Скинър. Този проект, започнал през 1750 г., ангажира вниманието на братята всяко през лято на следващите 10 години и, заедно с работата по много други казарми и крепости, осигуряват на Робърт солиден практически опит в строителството. 
През зимата на 1749 – 1750 г. Адам пътува до Лондон със своя приятел, поета Джон Хоум. Той се възползва от възможността за архитектурно проучване, като посещава Wilton, проектиран от Иниго Джоунс, и Queens Hermitage в Ричмънд от Роджър Морис. Неговият скицник по време на пътуването показва продължаващия му интерес към готическата архитектура. 
Сред приятелите му в Единбург са философите Адам Фъргюсън и Дейвид Хюм и художникът Пол Сандби, когото среща в Хайлендс. Други познати от Единбург включват Гилбърт Елиът, Уилям Уилки, Джон Хоум и Александър Уедърбърн. 

### Голяма европейска обиколка
На 3 октомври 1754 г. Робърт Адам заедно с брат си Джеймс потегля за своето голямо европейско турне (Grand tour). Спират за няколко дни в Лондон, където посещават Mansion House, London, St Stephen Walbrook,  Катедралата St Paul's Cathedral, Уиндзор, в компанията на Томас Сандби, който им показа своето озеленяване в Windsor Great Park и Virginia Water Lake.  Те отплават от Дувър и пристигат в Кале  на 28 октомври 1754 г.  Джеймс остава в Брюксел, а Робърт заедно с Чарлз Хоуп-Уиър, брат на граф Хопетун пътуват до Рим.  Адам е препоръчан на Хоуп от чичо му, маркиз Анандейл, който вече е направил Голямата обиколка. Докато са в Брюксел, двамата посещават пиеса и маскарад, както и църкви и дворци в града.  Пътуват до Турне, след това Лил, където посещават Цитадалата, проектирана от Себастиан дьо Вобан.  На 12 ноември 1754 г. Адам и Хоуп пристигат в Париж, където се настаняват в Hotel de Notre Dame. 
Адам и Хоуп пътуват заедно до Италия, но в Рим се разделят заради спорове, свързани с пътните разходи и настаняването. Робърт Адам остава в Рим до 1757 г., изучавайки класическата архитектура и усъвършенствайки уменията си по рисуване. Негови преподаватели са френският архитект и художник Шарл-Луи Клерисо и италианският художник Джовани Батиста Пиранези. Тук той се запознава с работата на пионера в класическата археология и историк на изкуството, теоретикът Йохан Винкелман. На връщане Адам и Клерисо прекарват известно време в интензивно изучаване на руините на двореца на Диоклециан в Спалатро в Далмация (днес известен като Сплит, в съвременна Хърватия ).  Тези изследвания по-късно са публикувани като Руините на двореца на император Диоклециан в Спалатро в Далмация през 1764 г.

### Архитектурна практика в Лондон
Той се завръща във Великобритания през 1758 г. и започва бизнес в Лондон с брат си Джеймс Адам. Те се фокусират върху цялостно проектиране за декорация и обзавеждане на къщи. По това време е популярен Паладианският стил. Робърт проектира редица извънградски къщи в този стил,  но го доразвива, като включва елементи от класическия римски стил заедно с влияния от гръцки, византийски и бароков стил.  Успехът на братята Адам може би се дължи и на желанието им да проектират абсолютно всичко до най-малкия детайл, осигурявайки единство в стила. В интериориорите на Адам всички мебели са проектирани по поръчка, за да съответстват на декорацията на стаята в единна хармония. Често килимите са изтъкани така, че да съответстват на сложните шарки на тавана отгоре, докато цялото обзавеждане, включително аплиците, огледалата и дръжките на вратите, също е проектирано така, че да повтаря мотивите на стаята.  
В практиката на братята Адам обаче има и неблагополучия. През 1768 г. те придобиват 99-годишен лизинг върху един блатист парцел край Темза в Уестминстър, където построяват комплекс от 24 къщи, известен като „комплекс Аделфи“.  Проектът е много амбициозен и е първият пример, при който индивидуално са проектирани цяла редица терасовидни къщи, за да осигурят единна хармония на цял квартал (преди това са строени терасовидни къщи една до друга по един и същ план, подредени около площад).  Проектът обаче се превръща в провал за Робърт и братята му, с неосигурено финансиране и надвишени разходи. Къщите са построени върху огромна изкуствена тераса, лежаща върху сводести помещения на нивото на Темза, за които Робърт Адам е сигурен, че могат да бъдат отдадени под наем на британското правителство като складове. Това обаче не успява да се материализира и братята Адам остават с огромни дългове и през 1772 г. се налага да съкратят 3000 работници и да спрат строителството. Самият Адам се мести в една от къщите в Аделфи, заедно с подкрепящи го приятели като Дейвид Гарик и Джосая Уеджууд, които отварят изложбена зала за неговата керамика в една от къщите. През 1774 г. братята провеждат публична лотария за набиране на средства, което им позволява да избегнат фалита. 

## Обществен живот
Адам е избран за член на Обществото за насърчаване на изкуствата, манифактурите и търговията през 1758 г. и на Обществото на антикварите през 1761 г., същата година той е назначен за Архитект на кралските обекти (съвместно със сър Уилям Чембърс ). Неговият по-малък брат Джеймс го наследява на този пост, когато той се отказва от ролята през 1768 г., за да посвети повече време на избрания от него пост като член на парламента за Кинросшир.

## Архитектурен стил
Адам отхвърля паладианския стил, въведен в Англия от Иниго Джоунс и подкрепян от лорд Бърлингтън, като „тежък“ и „отвратителен“.  Въпреки това, той продължава традицията им да черпи вдъхновение директно от класическата античност по време на четиригодишния си престой в Европа.  Адам разработва нов стил на архитектурна декорация, който е по-точен археологически от предишни неокласически стилове, но въпреки това новаторски и обвързан не само с древни прецеденти. В „Произведения по архитектура “, в съавторство с брат му Джеймс, братята заявяват, че гръко-римските примери трябва „да служат като модели, които трябва да имитираме, и като стандарти, по които трябва да съдим“.  Провежданите по това време археологически разкопки в Херкулан и Помпей предоставят достатъчно материал за вдъхновение на Робърт Адам. 
Принципът на „движението“ на братята Адам е до голяма степен концепция на Робърт, въпреки че теорията за първи път е записана от Джеймс. „Движението“ (височини и снишавания, издатини и ниши и други разновидности на формата в различните части на дадена сграда, които допринасят за живописността на композицията) залага на драматичния контраст и разнообразието на формите и черпи идеи от живописната (Picturesque) естетика. Първият том на Трудове на братя Адам (1773 г.) посочва Kedleston Hall, проектирана от Робърт през 1761 г., като изключителен пример за движение в архитектурата.
Чрез контрастиращи размери на стаите и декоративни схеми, Адам прилага концепцията за движение и към своите интериори. Неговият стил на декорация, описан от Певснер като "класическо рококо ", се основава на римската " гротескна " щукатура.  

## Влияние
Работата на Адам е повлияла на посоката на архитектурата и дизайна в Западна Европа. В Англия сътрудничеството му с Томас Чипъндейл води до някои от най-добрите примери на неокласически дизайн за времето, най-забележим в колекцията от мебели на Чипъндейл в Хеъруд хаус (Harewood House). Стилът на Адам в мебелите е популяризиран по-късно и от мебелиста Джордж Хепълуайт. В Северна Америка федералният стил дължи много на неокласицизма, практикуван от Адам. В Европа Адам значително повлиява Чарлз Камерън, шотландец, който проектира Царско село и други руски дворци за Екатерина Велика.  Въпреки това, към времето на смъртта му, неокласицизмът на Адам във Великобритания е заменен от по-тежка, гръцка фаза на възраждане на класицизма, който се практикува от Джеймс Стюарт. Братята Адам наемат няколко чертожници, които след това се утвърждават като архитекти, включително Джордж Ричардсън и италианеца Джоузеф Бономи, когото Робърт първоначално наема в Рим.

### Трудове
Приживе Робърт и Джеймс Адам публикуват два тома със свои проекти, Трудове по архитектура на Робърт и Джеймс Адам (през 1773 – 1778 и 1779; трети том е публикуван посмъртно, през 1822 г.).

## Смърт и погребение
Адам отдавна страда от проблеми със стомаха и червата,  вероятно причинени от пептична язва и синдром на раздразнените черва. Докато е у дома си на 1 март 1792 г.– 11 Albemarle Street, Лондон – една от язвите се пука и на 3 март Адам умира. 
Погребението се провежда на 10 март; той е погребан в южната пътека на Уестминстърското абатство.  Ковчегът му се носи от няколко от неговите клиенти: Хенри Скот, 3-ти херцог на Буклеух; Джордж Ковънтри, 6-ти граф на Ковънтри; Джеймс Мейтланд, 8-ми граф на Лодърдейл; Дейвид Мъри, 2-ри граф на Мансфийлд; Лорд Фредерик Кембъл и сър Уилям Пълтни, 5-ти баронет. 
Разбирайки, че умира, той съставя завещанието си на 2 март 1792 г. Тъй като никога не се е женил, Адам оставя наследството си на сестрите си Елизабет Адам и Маргарет Адам. 
Той оставя близо 9000 рисунки, 8856 от които (от Робърт и Джеймс Адам) впоследствие са закупени през 1833 г. за £200 от архитекта Джон Соун и сега се намират в Музея Соан в Лондон. 

## Списък на архитектурни произведения[35]

### Обществени сгради
- Форт Джордж, Шотландия, сградите във форта са проектирани от Уилям Адам, след смъртта му синовете му ръководят завършването (1748 – 69)
- The Argyll Arms, Инверари (1750 – 56)
- Градската къща, Инверари (1750 – 57)
- Кралска борса, Единбург, с брат си Джон Адам (1753 – 54)
- Колонада пред Старото адмиралтейство, Уайтхол, Лондон (1760)
- Хотел Kedleston, Quarndon (1760)
- Little Market Hall, Хай Уикъмб, Бъкингамшър (1761), по-късно променен
- Училище по езда, Единбург (1763 г.) – разрушено
- Съдилище и пазар на царевица, Хартфорд, Хартфордшър, сега Шайър Хол (1768 г.). Променен, но частично възстановен в оригиналния вид. Съвместен проект с Джеймс Адам.
- Мост Pulteney, Бат (1770)
- Окръжна къща, Кинрос (1771)
- Кралско дружество за насърчаване на изкуствата, манифактурите и търговията (1772)
- Register House, Единбург (1774 – 1789)
- The Market Cross, Bury St Edmunds, преоблицован и добавен горен етаж (театър, сега художествена галерия) (1776)
- Theatre Royal, Drury Lane, Лондон, преустроен, (1775) – разрушен
- Red Lion Inn, Понтифракт (1776)
- Drummonds Bank, Чаринг Крос, Лондон (1777 – 78) – разрушена
- Home house, Лондон (1777)
- Old College, University of Edinburgh, (след 1788) завършен по изменен дизайн от Уилям Хенри Плейфеър 1831 г.
- Bridewell, Единбург, (1791) – разрушен
- The Assembly Rooms, Глазгоу (1791 – 94) – разрушени
- Търговска зала, Глазгоу (1791 – 1792) (завършена 1792 – 1802 от братята му)
- Кралската болница, Глазгоу (1791 – 94), преустроена през 1914 г.
- Покрит мост Coutts Bank, улица Джон Адам (1799), по-късно разрушен

### Частни сгради
- Апсли Хаус